# Point Zéro (Sahara)
Pour les articles homonymes, voir Point zéro et Kilomètre zéro.
Le Point Zéro est un lieu situé dans le Sahara algérien, à proximité immédiate de la frontière entre l'Algérie et le Niger, où les militaires algériens, au cours de crise migratoire en Europe, déposent des migrants d'Afrique subsaharienne expulsés d'Algérie.
Une enquête publiée par Associated Press au milieu de l'année 2018 estime qu'au cours des 14 mois précédents, 13 000 migrants ont été abandonnés à cet endroit. Le lieu aurait été choisi en raison de ses conditions particulièrement hostiles : absence de point d'eau aux environs, chaleur extrême.